# Troy Parrott
Troy Daniel Parrott (Dublín, Irlanda, 4 de febrero de 2002) es un futbolista irlandés que juega como delantero para el AZ Alkmaar de la Eredivisie de Países Bajos.

## Selección nacional
Tras jugar con la selección de fútbol sub-17 de Irlanda, la sub-19 y la selección de fútbol sub-21 de Irlanda, finalmente hizo su debut con la selección absoluta el 14 de noviembre de 2019 en un partido amistoso contra Nueva Zelanda que finalizó con un resultado de 3-1 a favor del combinado irlandés tras el gol de Callum McCowatt para el conjunto neozelandés, y los goles de Derrick Williams, Seán Maguire y de Callum Robinson para Irlanda.

## Estadísticas

### Clubes
| Club                                | Div.          | Temporada     | Liga  | Liga  | Copas nacionales | Copas nacionales | Copas internacionales | Copas internacionales | Total | Total |
| Club                                | Div.          | Temporada     | Part. | Goles | Part.            | Goles            | Part.                 | Goles                 | Part. | Goles |
| ----------------------------------- | ------------- | ------------- | ----- | ----- | ---------------- | ---------------- | --------------------- | --------------------- | ----- | ----- |
| Tottenham Hotspur F. C. Inglaterra  | 1.ª           | 2019-20       | 2     | 0     | 2                | 0                | 0                     | 0                     | 4     | 0     |
| Tottenham Hotspur F. C. Inglaterra  | Total club    | Total club    | 2     | 0     | 2                | 0                | 0                     | 0                     | 4     | 0     |
| Millwall F. C. Inglaterra           | 2.ª           | 2020-21       | 11    | 0     | 3                | 0                | —                     | —                     | 14    | 0     |
| Millwall F. C. Inglaterra           | Total club    | Total club    | 11    | 0     | 3                | 0                | 0                     | 0                     | 14    | 0     |
| Ipswich Town F. C. Inglaterra       | 3.ª           | 2020-21       | 18    | 2     | —                | —                | —                     | —                     | 18    | 2     |
| Ipswich Town F. C. Inglaterra       | Total club    | Total club    | 18    | 2     | 0                | 0                | 0                     | 0                     | 18    | 2     |
| Milton Keynes Dons F. C. Inglaterra | 3.ª           | 2021-22       | 43    | 9     | 4                | 1                | —                     | —                     | 47    | 10    |
| Milton Keynes Dons F. C. Inglaterra | Total club    | Total club    | 43    | 9     | 4                | 1                | 0                     | 0                     | 47    | 10    |
| Preston North End F. C. Inglaterra  | 2.ª           | 2022-23       | 32    | 3     | 2                | 1                | —                     | —                     | 34    | 4     |
| Preston North End F. C. Inglaterra  | Total club    | Total club    | 32    | 3     | 2                | 1                | 0                     | 0                     | 34    | 4     |
| Excelsior Róterdam · Países Bajos   | 1.ª           | 2023-24       | 29    | 17    | 3                | 0                | —                     | —                     | 32    | 17    |
| Excelsior Róterdam · Países Bajos   | Total club    | Total club    | 29    | 17    | 3                | 0                | 0                     | 0                     | 32    | 17    |
| AZ Alkmaar · Países Bajos           | 1.ª           | 2024-25       | 30    | 14    | 5                | 2                | 12                    | 4                     | 47    | 20    |
| AZ Alkmaar · Países Bajos           | Total club    | Total club    | 30    | 14    | 5                | 2                | 12                    | 4                     | 47    | 20    |
| Total carrera                       | Total carrera | Total carrera | 165   | 45    | 19               | 4                | 12                    | 4                     | 196   | 53    |